# المنصورة (صفد)
المنصورة هي قرية فلسطينية مهجّرة تبعد 31 كيلومتر شمال شرق مدينة صفد،  بالقرب من الضفة الغربية لبانياس والحدود السورية بين «دفنة» و«العابسية»، جاء اسم «منصورة» من كلمة النصر.

## القرية قبل التهجير
وقعت القرية في رقعة مستوية بالقرب من نهر بانياس، وحاذت الحدود السوريّة، بُنيت القرية من الحجارة والطين في سهل من الأرض قريبًا من الأنهار، ترتفع 100 متر عن سطح البحر، وأحيطت أراضي المنصورة بالأراضي الزراعيّة وقد كان ما يقارب 1249 دونمًا من أراضيها مرويًا ومُستخدمًا للبساتين.
سكن القرية 41 شخص في عام 1923 و89 (40 من الذكور و49 من الإناث) في عام 1937 و418 فلسطينيّ في عام 1948 كان معظمهم مسلمون، واعتمد اقتصادها على الزراعة وتربية المواشي، وكان موقعها قريبًا من تل الترمس والنبي هدى وخربة البحيرات وخربة العميري، ووقع على شمالها الشرقيّ أيضًا تل المنعطفة.

## احتلال القرية
ذُكر في صحيفة نيويورك تايمز عن اشتباك وقعت فيه القرية في تاريخ 12 شباط\فبراير 1948 حيث اشتبكت دوريّة بريطانية مع قوّة عربيّة وفقدت أحد جنودها، لم يذكر النبأ الخسائر من الطرف العربيّ.
في 5 آذار\مارس وصلت فصيلة من قوّات الهاجاناه إلى مشارف القرية بحسب صحيفة فلسطين، ممّا إدى إلى اشتباك قصير، أسفر عن جرح أحد سكان القرية.
وهُجّرت المنصورة رسميًا في 25 أيّار\مايو 1948 في ختام عملية يفتاح إثر تضخّم الحرب النفسيّة والهجوم العسكريّ المباشر، ممّا أدى إلى نزوح سكان القرى الأخرى (مثل آبل القمح وقضاء صفد).

## القرية اليوم
تحوّلت أرض القرية إلى مسمكة تضمّ أحواضًا لتربية السمك يتوسّطها شريطًا من الشوك والشجر، وقد مُحيت آثار القرية بشكل تامّ من أبنية وأشجار.
ومن المستعمرات الصهيونية التي بنيت على اراضي القرية هي مستعمرة شاغر يشوف والّتي أُنشئت في عام 1940 وتقع على بعد نحو كيلومتر شماليّ شرقيّ القرية.

## معرض صور

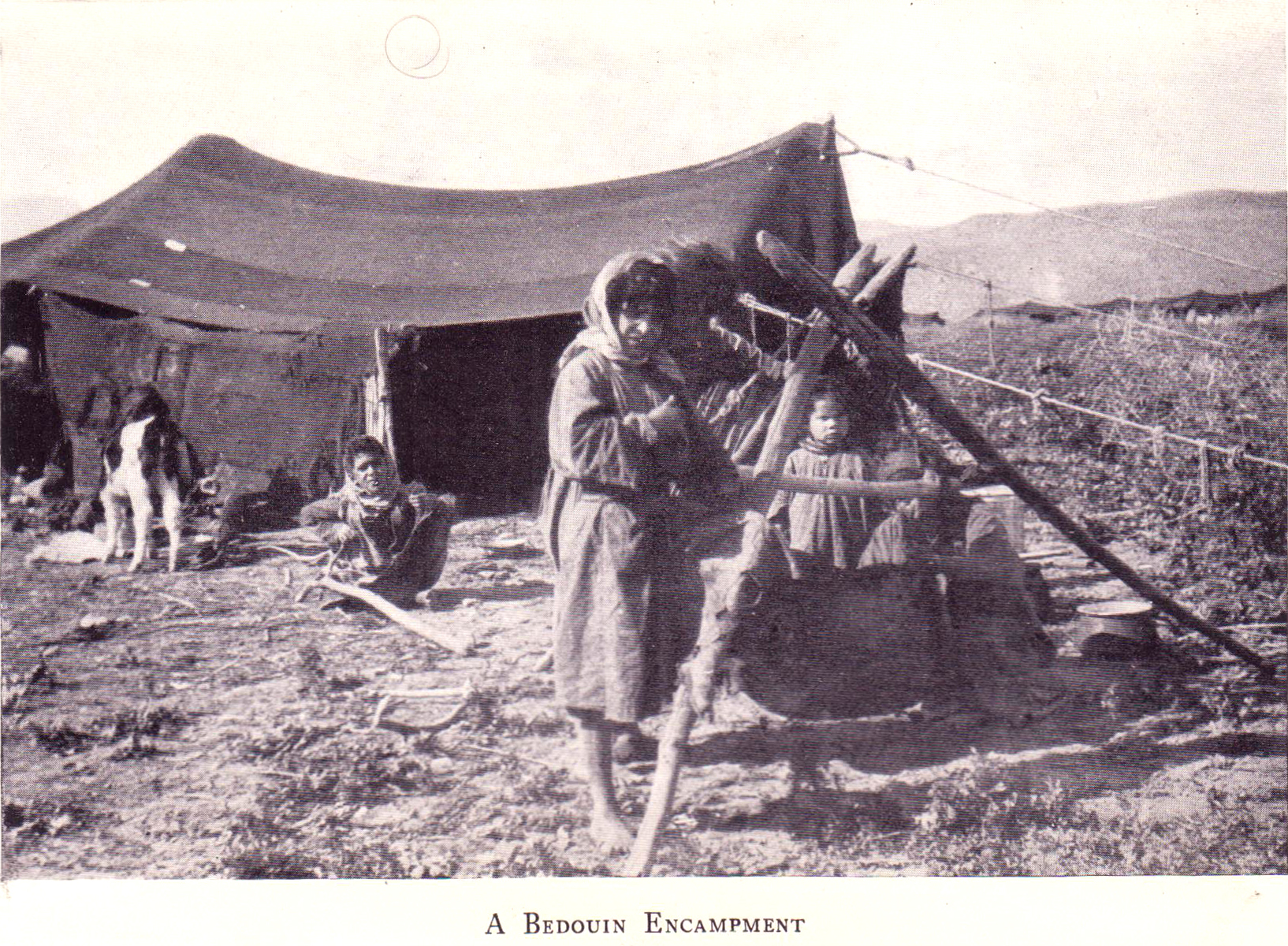
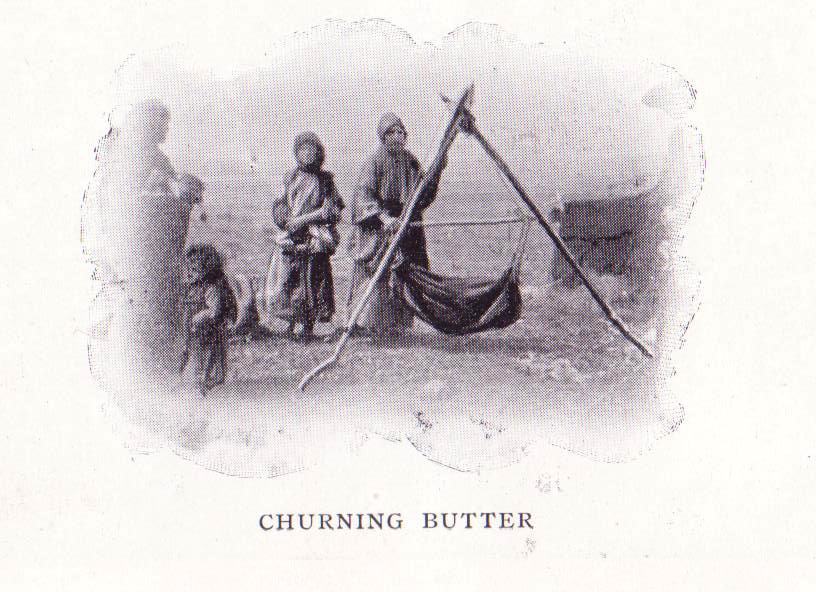
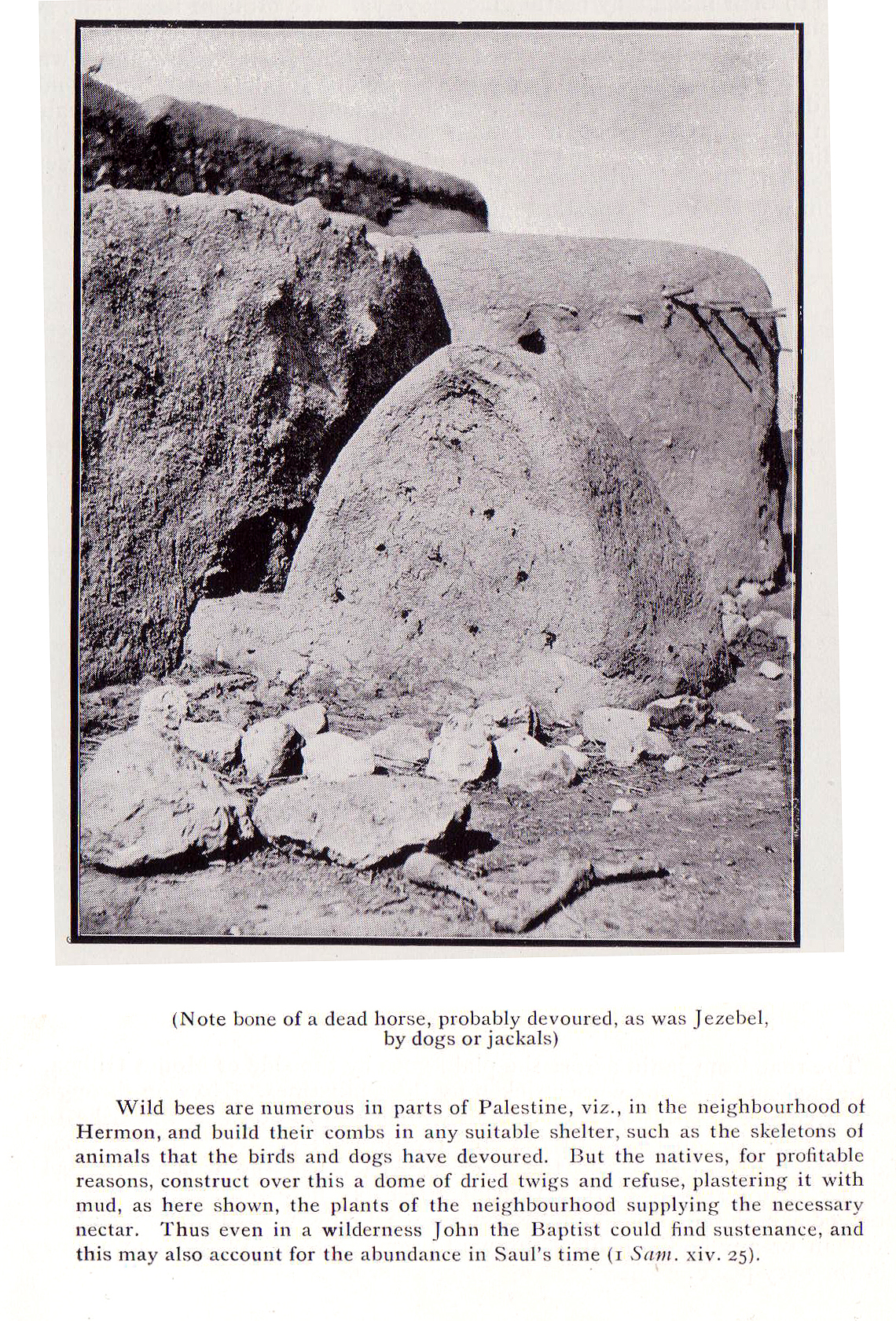

## وصلات خارجية
- المنصورة ترحب بكم